# Мугамбе, Лидия
Лидия Мугамбе (англ. Lydia Mugambe Ssali) — угандийский юрист. Судья Международного остаточного механизма для уголовных трибуналов ООН.

## Биография
Родилась 24 марта 1975 года в Уганде.
В 1997 году окончила юридический факультет Университета Макерере в Кампале, столице Уганды, получила степень бакалавра права. Получила диплом юриста в Центре развития права в Кампале. В 2002 году получила степень магистра права в Преторийском университете в ЮАР. В 2004 году получила степень магистра права Лундского университета в Швеции. В 2017 году участвовала в программе Alliance for Historical Dialogue and Accountability Program (AHDA) Института по изучению прав человека (Institute for the Study of Human Rights, ISHR) при Колумбийском университете. .
В 1998 году принята в коллегию адвокатов Уганды.
С 2000 по 2005 год работала судебным чиновником в Уганде.
С 2005 года работала в Международном трибунале по Руанде (ICTR), в 2005—2010 годах — юристом в секции юридической поддержки кабинетов судей, в 2010—2013 годах — в качестве апелляционного адвоката в Отделе апелляций и юридических консультаций Канцелярии Обвинителя ICTR.
С 2013 года является судьей Высокого суда Уганды. Назначена президентом Мусевени.
26 мая 2023 года назначена судьёй Международного остаточного механизма для уголовных трибуналов ООН со сроком полномочий с 1 июля 2024 года по 30 июня 2026 года.
Является членом нескольких профессиональных ассоциаций, включая Международную ассоциацию женщин-судей (IAWJ), Ассоциацию магистратов и судей Восточной Африки (EAMJA), Ассоциацию магистратов и судей Содружества (CMJA) и Oxford Human Rights Hub (OxHRH). Автор ряда публикаций, выступала с докладами по вопросам прав человека и прав детей.
Владеет английским и основами французского языка.
До 2024 года училась в докторантуре в Оксфордском университете

## Уголовное дело
После трёх недель судебного разбирательства, в марте 2025 года Королевский суд признал Лидию Мугамбе виновной в принудительном труде, организации перевозки с целью эксплуатации, сговоре с целью запугивания свидетеля и сговоре с целью нарушения иммиграционного законодательства Великобритании в отношении женщины, работавшей няней её детей. Она сговорилась с сотрудником Верховной комиссии Уганды в Лондоне, чтобы получить визу для женщины под предлогом того, что она будет работать в доме и офисе сотрудника Верховной комиссии. Однако по прибытии в Великобританию женщину перевезли в дом Мугамбе в Кидлингтоне, в нескольких километрах от Оксфорда, где та работала няней бесплатно. У пострадавшей отобрали паспорт, биометрическую идентификационную карту и телефон. 2 мая Мугамбе была приговорена к шести годам и четырём месяцам лишения свободы в Великобритании.